# Phyllanthus mozambicensis
Phyllanthus mozambicensis là một loài thực vật có hoa trong họ Diệp hạ châu. Loài này được Gand. miêu tả khoa học đầu tiên năm 1919 publ. 1920.